# Нахум Стельмах
Нахум Стельмах (івр. נחום סטלמך‬‎, 19 липня 1936, Петах-Тіква — 27 березня 1999) — ізраїльський футболіст, що грав на позиції нападника. Також — тренер.
Виступав, зокрема, за клуб «Хапоель» (Петах-Тіква) і національну збірну Ізраїлю.
У складі збірної — найкращий бомбардир Кубка Азії 1956 і володар Кубка Азії 1964.

## Клубна кар'єра
У дорослому футболі дебютував 1951 року виступами за команду клубу «Хапоель» (Петах-Тіква), в якій провів вісімнадцять сезонів. 
Завершив професійну ігрову кар'єру у клубі «Бней-Єгуда», за команду якого виступав протягом 1969—1970 років.

## Виступи за збірну
1956 року дебютував в офіційних матчах у складі національної збірної Ізраїлю. Протягом кар'єри у національній команді, яка тривала 13 років, провів у формі головної команди країни 54 матчі, забивши 22 голи.
У складі збірної 1956 року був фіналістом першого розіграшу кубка Азії, де з 4-ма голами став найкращим бомбардиром турніру, згодом фіналістом кубка Азії 1960 року, а також переможцем домашнього для його команди кубка Азії 1964 року.

## Кар'єра тренера
Мав досвід тренерської роботи, ставши 1967 року на два сезони граючим тренером команди «Хапоель» (Петах-Тіква).
Помер 27 березня 1999 року на 63-му році життя.

## Титули і досягнення
- Володар Кубка Азії: 1964
- Срібний призер Кубка Азії: 1956, 1960